# 謝國賓
謝國賓（1508年—？），字思敬，山東平山衛旗籍福建晉江縣人，明朝政治人物。

## 生平
山東鄉試第二十六名舉人。嘉靖二十年（1541年）中式辛丑科會試第一百五十六名，登第二甲第六十六名進士。

## 家族
曾祖謝洪；祖父謝昱，監生；父謝天錫，訓導。母郝氏。慈侍下。兄謝國恩（贡士）。